# Prolaktinreceptorer
Prolaktinreceptorer (PRLr) är en grupp cytokinreceptorer som fungerar som transmembranreceptorer på cellytan i de organ där prolaktin verkar. Receptorerna aktiveras av prolaktin och aktierar därmed en JAK-STAT-signaltransduktionsväg som orsakar transkription av proteiner som behövs i produktionen och utsöndringen av bröstmjölk.
Prolaktinreceptorerna är av samma slag cytokinreceptorer som receptorerna till bland annat tillväxthormon och erytropoetin. Man har identifierat flera isoformer prolaktinreceptorer hos människan (hPRLr), vilka grovindelas i två klasser efter hur länge de uttrycker sig i målcellen. Några isoformer (4 och 6) är inkapabla att överföra prolaktinets signaler. Likheten mellan PRLr och andra cytokinreceptorer gör att dessa kan samverka, och binda till sig varandras ligander.
Hos människan finns PRLr i flera organ och vävnader. I kvinnobrösten bidrar receptorerna till bröstutveckling och till syntes av kasein, varför de är avgörande för produktionen av bröstmjölk. Receptorns biologiska funktion är dessutom bl.a. att aktivera vissa kinaser, T-celler och att få embryot att fästa vid livmodern efter befruktning. Östradiol är av betydelse för den form av PRLr som har det mest långvariga uttrycket, och gör receptorn mer känslig för prolaktinet. Bröstmjölksproduktionen är beroende av en förändrad samverkan mellan bl.a. PRLr och zink.
Receptorerna finns också i bl.a. testiklar och äggstockar, levern, njurarna och moderkakan, samt i hjärnan. Djurförsök har visat att prolaktinreceptorerna i hjärnventriklarna blir mer aktiva vid akut stress. Moderskänslor styrs troligen delvis av receptorernas aktivitet i hypotalamus preoptiska område.